# Bismarckturm (Coswig)
Der Bismarckturm, während der DDR-Zeit Hubertusturm genannt, bei Coswig (Anhalt) im sachsen-anhaltischen Landkreis Wittenberg ist einer der zahlreichen noch erhaltenen Bismarcktürme. Er dient als Aussichtsturm.

## Geographische Lage
Der Bismarckturm steht auf dem Hubertusberg (141,9 m ü. NHN), einer Erhebung des Höhenzugs Fläming im Naturpark Fläming. Er steht rund 5 km nordöstlich der Coswiger Kernstadt im Wohnplatz Hubertusberg.

## Geschichte und Beschreibung

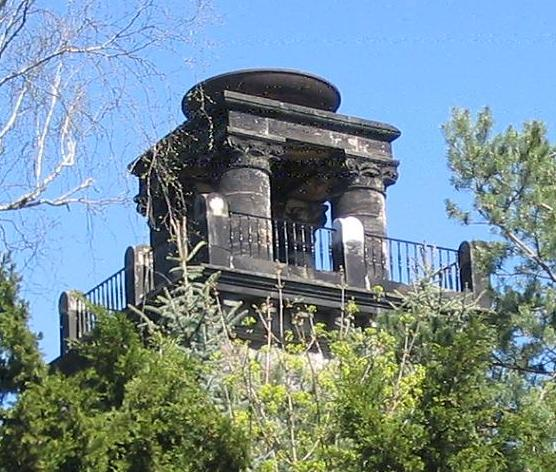
Aussichtsplattform mit Feuerschale

Die Grundsteinlegung zum Bau des Bismarckturms fand am 2. September 1901, die Eröffnung am 11. August 1902 statt. Der aus Sandsteinquadern errichtete Turm steht auf quadratischem Grundriss und ist 15 m hoch. Eine Steintreppe führt über sechs Stufen zur hölzernen Eingangstür an der Ostseite des Turms. Im Innern befindet sich eine 1988 eingebaute Metall-Wendeltreppe, über deren 50 Stufen die auf 11 m Höhe liegende Aussichtsplattform erreichbar ist. Über der Plattform ist auf einer Steindecke, die von vier korinthischen Säulen getragen wird, eine Feuerschale angebracht. Wegen Baumängeln war der Turm seit dem 22. September 2015 geschlossen. Der Turm ist aktuell (2019) wieder an Wochenenden und Feiertagen (mit Ausnahme des Himmelfahrtstages) geöffnet.